# Klaus-Uwe Gerhardt

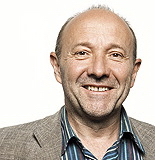
Klaus-Uwe Gerhardt

Klaus-Uwe Gerhardt (* 22. Mai 1955) ist ein deutscher Autor mit den Arbeitsschwerpunkten Arbeitsmarkt und Sozialpolitik, Kommunalpolitiker im Landkreis Offenbach sowie Stadtältester.

## Leben und Beruf
Klaus-Uwe Gerhardt ist diplomierter Wirtschaftspädagoge und promovierter Volkswirt, studierte an der Johann Wolfgang Goethe-Universität in Frankfurt am Main, an der Technischen Universität Darmstadt und an der Universität Potsdam. Nach dem Studium war er als wissenschaftlicher Mitarbeiter u. a. am Institut für Sozialforschung (IfS) tätig. Am Studienseminar Frankfurt II für Berufsbildende Schulen legte er 1989 das Zweite Staatsexamen ab und arbeitete an kaufmännischen Berufsschulen. Gerhardt schrieb seine Dissertation am Potsdam-Institut für Klimafolgenforschung (PIK) und promovierte 2006 zum Dr. rer. pol. an der Universität Potsdam über die Problematik der Lohnsubvention. Klaus-Uwe Gerhardt ist verheiratet, Vater und Großvater. Er stammt aus und wohnt im hessischen Obertshausen, unterrichtete dort an der Georg-Kerschensteiner-Schule und engagiert sich ehrenamtlich bei Bündnis 90/Die Grünen.
Gerhardt gehörte zu Anfang der 1980er-Jahre zu den Mitbegründern der deutschen Diskussion um ein Garantiertes Mindesteinkommen.

## Schriften
- Bürgergeld für alle? Geschichte und Zukunft eines liberalen Vorschlags, Baden-Baden: Nomos, ISBN 978-3-7560-2306-6, 2025
- Hartz plus. Lohnsubventionen und Mindesteinkommen im Niedriglohnsektor, Wiesbaden: VS Verlag für Sozialwissenschaften, ISBN 978-3-531-14842-7, 2006
- Das Speenhamland-System als frühes Grundeinkommen. Vorgeschichte, Wirkungen und Erkenntnisse, ISBN 978-3-346-29010-6, 2020
- The Speenhamland System - An Early Basic Income? Prehistory, Effects and Findings, academia.edu, 2021
- Erwachsenenbildung und Neue Techniken. Auswirkungen der veränderten Sozial- und Wirtschaftsstruktur auf Qualifikationsanforderungen, Kursteilnehmer und Volkshochschule, Offenbach/M.: Eigenverlag, ISBN 978-3-00-020697-9, 1986
- (mit Arnd Weber): Garantiertes Mindesteinkommen. Für einen libertären Umgang mit der Krise, in: T. Schmid (Hrsg.): Befreiung von falscher Arbeit. Thesen zum garantierten Mindesteinkommen, 2. erheblich veränderte Auflage, S. 18–70, Berlin: Wagenbach-Verlag, ISBN 3-8031-2109-4, 1986, Universitätsverlag Karlsruhe, Karlsruhe 2007, ISBN 978-3-86644-109-5 (PDF; 6,3 MB)
- (mit D. Hoß, H. Kramer und A. Weber): Die sozialen Auswirkungen der Integration von CAD und CAM. Vorstudie für ein empirisches Hauptprojekt. Teilprojekt II des RKW-Projekts A148/83 „Wirtschaftliche und soziale Auswirkungen des Einsatzes von integrierten CAD/CAM-Systemen“, Frankfurt/Main: Institut für Sozialforschung, 1983
- Das dicke Ende kommt noch. Ist Schwarz-Gelb gut für ein Grundeinkommen?, in: AKP – Fachzeitschrift für Alternative Kommunal Politik, 6/2009, S. 48–50, Bielefeld 2009, ISSN 0941-9225.
- Langzeitarbeitslosigkeit und Grundeinkommen. Strukturveränderungen in der Krise, in: AKP – Fachzeitschrift für Alternative Kommunal Politik, 3/2009, S. 61–63, Bielefeld 2009, ISSN 0941-9225.
- Garantiertes Mindesteinkommen – eine Forderung für alle(s)? In: Widersprüche 103 (2007), S. 103–117, ISBN 978-3-89370-426-2.
- (mit Arnd Weber): Mindesteinkommen – Konservativ oder libertär, in: T. Kreuder und H. Loewy (Hrsg.): Konservativismus in der Strukturkrise, S. 462–483, Frankfurt/M.: Suhrkamp 1987, ISBN 3-518-11330-5.
- Garantiertes Mindesteinkommen als Möglichkeit sozialrechtlicher Absicherung alternativer Arbeitsformen. Am Beispiel Telearbeit, ETH Zürich, Grin-Verlag 1987, ISBN 978-3-640-11912-7, E-Book 2008, ISBN 978-3-640-14397-9.
- Eigeninitiative und Sozialpolitik. Zur Diskussion eines garantierten Mindesteinkommens, in: Widersprüche 14, S. 61–69, 1985, ISBN 3-88534-032-1.
- (mit Arnd Weber): Garantiertes Mindesteinkommen, Alemantschen. Materialien für radikale Ökologie, Ökologische Berufspraxis, hrsg. von der Gesellschaft für Kultur und Ökologie; Band 3, Maintal, S. 69–99, 1983